# 镰仓文学馆
镰仓文学馆，是位于日本神奈川县镰仓市的一所文学馆，展出与镰仓相关的文学作品资料。

## 历史
馆舍原为侯爵前田利嗣的别邸，于1890年左右建造，1910年失火焚毁，现在的建筑为侯爵前田利为在1936年全面改建。二战后曾被首相佐藤荣作用作别庄。1983年前田家将宅捐予镰仓市。在内部装修后，1985年作为文学馆开馆。
2000年成为登录有形文化财。